# Eisenbahnunfall von Naperville
Der Eisenbahnunfall von Naperville war ein Auffahrunfall auf der Chicago, Burlington and Quincy Railroad (C.B.&Q.) am 25. April 1946 bei Naperville, Illinois, USA. 45 Menschen starben.

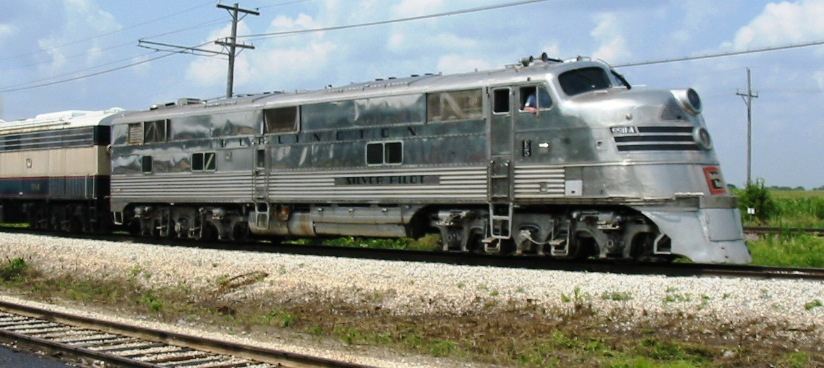
Lokomotive der Baureihe EMD E5 der C.B.&Q., wie sie vor dem Exposition Flyer eingesetzt wurde

## Ausgangslage
Auf der dreigleisigen Strecke zwischen Chicago und Aurora waren an diesem Tag der Advance Flyer als Vorzug, gefolgt vom Exposition Flyer, dem Vorläufer des California Zephyr, unterwegs. Die Züge nutzten das mittlere Gleis und fuhren dort mit etwa 120 km/h Streckengeschwindigkeit. Der Advance Flyer wurde von zwei Diesellokomotiven der Baureihe EMD E7 gezogen, führte 13 Wagen, davon fünf Personenwagen. Der ihm folgende Exposition Flyer, der von einer Diesellokomotiv-Doppeleinheit der Baureihe EMD E5 A&B gezogen wurde, führte neun Wagen, vier davon Schlafwagen.
Für beide Züge gab der Fahrplan 12:35 Uhr als Abfahrtszeit in der Chicago Union Station vor, wobei sie real im Abstand von zwei Minuten den Bahnhof verließen.

## Unfallhergang
Knapp eine halbe Stunde nach der Abfahrt trat beim Advance Flyer ein technisches Problem auf, das ihn im Bahnhof Loomis, in Naperville, zu einem außerplanmäßigen Halt zwang. Der Zug kam nach einer leichten Kurve zum Stehen. Die Signale, die den Zug nach hinten sicherten, sollen einwandfrei funktioniert haben.
Ein Mitarbeiter wurde losgeschickt, um den Zug nach hinten zu sichern. Kaum war er losgelaufen, kam schon der nachfolgende Exposition Flyer in Sicht. Dessen Lokomotivführer begann zu bremsen, als er das erste Warnsignal wahrnahm, konnte seinen Zug aber nur noch auf 70 km/h verlangsamen, bevor er auf den stehenden Zug auffuhr. Die auffahrende Lokomotive zerstörte den Endwagen des stehenden Zuges, einen Großraumwagen mit 68 Sitzplätzen, nahezu komplett und beschädigte vier davor stehende Wagen schwer. Fast alle Fahrgäste, die sich in dem Endwagen aufgehalten hatten, starben. Die auffahrende Lokomotive wurde schwer beschädigt, ihr Zug dagegen blieb nahezu unbeschädigt: Nur der Vorraum eines Wagens wurde zerquetscht und fünf Wagen entgleisten.

## Folgen

### Unmittelbare Folgen
45 Menschen starben, etwa 125 wurden darüber hinaus verletzt. In dem auffahrenden Zug kam nur der Beimann des Lokomotivführers ums Leben, der vor dem Zusammenstoß abgesprungen war. Der Lokomotivführer überlebte schwer verletzt.

### Unfalluntersuchung
Zu dem Unfall gab es drei Untersuchungen:
- Der örtlich zuständige Coroner des Landkreises DuPage kam zu dem Ergebnis, dass der Lokomotivführer wegen Totschlags angeklagt werden sollte,[5] was auch geschah.
- Die C.B.&Q. führte selbst eine Untersuchung durch, deren Objektivität angezweifelt wurde und ihr den Vorwurf des zuständigen Staatsanwalts einbrachte, sie würde schon mal für die Beweisaufnahme im Strafprozess üben. Die C.B.&Q. kam zu dem Schluss, dass, hätte der Lokomotivführer sich an die Regeln gehalten, er noch vor dem Zusammenstoß hätte anhalten oder wenigstens die Geschwindigkeit noch sehr stark reduzieren können.[6]
- Die Interstate Commerce Commission, die Eisenbahnaufsicht, sprach hauptsächlich eisenbahnbetriebliche Empfehlungen für die Zukunft aus.[7]

### Strafprozess
In dem Strafprozess im Oktober des gleichen Jahres kam die Grand Jury zu dem Ergebnis, dass der Unfall verschiedene Ursachen hatte, die nur in ihrem Zusammenwirken die Katastrophe verursacht hätten, aber niemandem alleine die Schuld zuzusprechen war. Der angeklagte Lokomotivführer wurde freigesprochen. Als Einzelfaktoren, die zu dem Unfall beigetragen hatten, wurden genannt, dass der auffahrende Zug zu schnell gewesen sei und dann nicht ausreichend gebremst habe. Auch wurde die Frage aufgeworfen, ob das verwendete Bremssystem für die gefahrene Geschwindigkeit überhaupt ausreiche. Dem Zugführer des Advance Flyer wurde vorgeworfen, den Zug nach einer Kurve zum Stehen gebracht zu haben und dem Mitarbeiter, der ihn nach hinten sichern sollte, ob er seine Aufgabe angemessen ausgeführt habe. Der Eisenbahngesellschaft wurde vorgeworfen, dass sie so schnelle Züge in so kurzem Abstand fahren ließ und dass sie sowohl schwere Personenwagen als auch solche in Leichtbauweise im gleichen Zug einsetzte.

### Langzeitkonsequenzen
In Folge dieses Unfalls wurde die Geschwindigkeit für Reisezüge auf 79 mph (127 km/h) beschränkt, wenn Strecke und Zug nicht mit einer Zugsicherung des Typs Automatic Train Control ausgerüstet waren.
2014 wurde an der Unfallstelle von einem örtlichen Künstler ein Denkmal aus 5.000 Schwellennägeln geschaffen.